# Роберт Бекон
Роберт Бекон (англ. Robert Bacon; 5 липня 1860 — 29 травня 1919) — американський політик-республіканець, 39-й Держсекретар США.

## Біографія
Роберт Бекон народився у Ямайка Плейн, Массачусетс. Його батьками були Вільям Бенджамін Бекон і Емілі Кросбі Лоу. Закінчив Гарвардський університет, де був членом AD Club і Delta Kappa Epsilon. 10 жовтня 1883 одружився з Мартою Волдрон Коудін. У них народилося чотири дитини: Роберт Лоу Бекон, Гаспар Грізвольд Бекон, Елліот Коудін Бекон і Марта Беатрікс Бекон, яка стала дружиною Джорджа Уїтні (1885—1963). Їхній син Роберт був членом Палати представників, Гаспар головою Сенату Массачусетсу і віцегубернатором.
З 1894 року почав працювати в JP Morgan & Co. Разом з Джоном Морганом брав участь у формуванні US Steel і Northern Securities Company. Покинув компанію в 1903 році через нервового перенапруження.
5 вересня 1905 президент Теодор Рузвельт призначив Бекона, свого товариша по Гарварду, заступником Держсекретаря США Еліу Рута, місце якого 27 січня 1909 він і зайняв. На цій посаді Бекон брав участь у розробці угоди з Колумбією і Панамою щодо Панамського каналу. Пішов у відставку 4 березня 1909.
У 1909—1912 працював послом США у Франції. Після відходу з цієї посади був призначений в штаб Джона Першинга.
У серпні 1914 Бекон вирушив на Західний фронт, де допомагав частинам американських автомобілів швидкої допомоги. У 1915 вийшла у світ його книга «Поліпшення відносин з нашими латиноамериканськими сусідами». У 1917 році отримав звання майора, а в наступному році призначений Першингом керівником американської військової місії в британській Ставці.
29 травня 1919 Роберт Бекон помер від зараження крові після того, як йому видалили мастоїдит.